# Србија на Младим музичарима Евровизије
 Србија је учествовала на Евровизији младих музичара 2008. и није се вратила на такмичење до 2024.

## Преглед учешћа
| Година | Учесник        | Инструмент | Финале                   | Полуфинале |
| ------ | -------------- | ---------- | ------------------------ | ---------- |
| 2008.  | Мина Закић     | Виолончело | Елиминисана у полуфиналу | -          |
| 2024.  | Богдан Дугалић | Клавир     |                          |            |